# Isaäc Theodorus ter Bruggen Hugenholtz
Isaäc Theodorus Ter Bruggen Hugenholtz (IJsselstein, 28 mei 1801 - 's-Gravenhage, 25 januari 1871) was een Nederlands politicus en Thorbeckiaans Tweede Kamerlid.
Ter Bruggen Hugenholtz was een Friese marineofficier en marinespecialist van de Thorbeckiaanse liberalen. Thorbecke wilde hem in 1849 in zijn kabinet opnemen als minister van Marine, maar koning Willem III verhinderde dit. Hij sprak in de Tweede Kamer met name over marine-aangelegenheden, maar kon ook op andere terreinen fel van leer trekken tegen conservatieven. In 1865 werd hij lid van de Raad van State.
Bij Koninklijk Besluit van 1823 werd aan I.Th. ter Bruggen toegestaan 'Hugenholtz' aan zijn achternaam toe te voegen.

## Tweede Kamer
| Periode |
| --- |
| 13-02-1849 t/m 19-08-1850 07-10-1850 t/m 19-09-1852 20-09-1852 t/m 25-04-1853 14-06-1853 t/m 17-09-1854 18-09-1854 t/m 19-09-1858 20-09-1858 t/m 14-09-1862 15-09-1862 t/m 27-02-1865 |